# Милан Дамянов
Милан Кръстев Дамянов е български военен и общественик, деец на македонската емиграция в България.

## Биография
Милан Дамянов е роден в западномакедонското село Козица, тогава в Османската империя. През Балканската война служи в щаба на 1 бригада на Македоно-одринското опълчение като адютант на подполковник Николов.
След Първата световна война Дамянов е виден деец на македонската емиграция в България. Представител е на Кичевското благотворително братство на Учредителния събор на Съюза на македонските емигрантски организации, проведен в София от 22 до 25 ноември 1918 година. В 1918 година е в групата на Павел Шатев, Никола Ризов, Методи Поппандов, които се противопоставят на бързото избиране на Изпълнителен комитет на македонските братства. През 1919 година се включва в Неутрално-обединителната комисия заедно с Владимир Ковачев, Никола Ризов, Никола Иванов, П. Киров, Климент Размов, Христо Татарчев, Методи Поппандов и други. В 1923 година е избран за подпредседател на Националния комитет на Съюза на македонските емигрантски организации при обединението на МФРО и неутралните братства. В началото на 1924 година постът му е препотвърден. Скоро след това правителството на Александър Цанков под външен натиск арестува видни дейци на македонското освободително движение срещу което Дамянов и Владимир Кусев протестират лично пред министър-председателя
Скоро след Деветнадесетомайския преврат в началото на 1935 година е предложен от голяма част от македонските емигрантски дейци да влезе във Временния национален комитет, но това не се случва. По-късно става председател на Съюза на македоно-одринските опълченски дружества. В 1936 година редактира заедно с Димитър Шалев вестник „Македонски глас“. Дългогодишен председател е на Кичевското благотворително братство. През 1940 година като такъв подписва декларация за присъединяването на целокупна и обединена Македония в границите на България, а през 1941 година участва в разговори с министър-председателя Богдан Филов по въпроси свързани с Македония.